# Klinikum Bad Bramstedt
Das Klinikum Bad Bramstedt ist eine Kombination aus einem Fachkrankenhaus und einer Rehabilitationsklinik. Sie befindet sich in Bad Bramstedt und gehört zum
6K Verbund der schleswig-holsteinischen Krankenhäuser. Bis Februar 2009 firmierte die Klinik als Rheumaklinik Bad Bramstedt.
Die Klinik verfügt über 250 Planbetten im Krankenhausbereich und 400 Rehabilitationsbetten. Sie ist eine gemeinnützige Einrichtung. Gesellschafter sind die DRV Nord, das Universitätsklinikum Hamburg-Eppendorf sowie die Stadt Bad Bramstedt. Das Haus ist akademisches Lehrkrankenhaus der Universitäten Kiel, Lübeck und Hamburg.

## Haltepunkt Bad Bramstedt Kurhaus

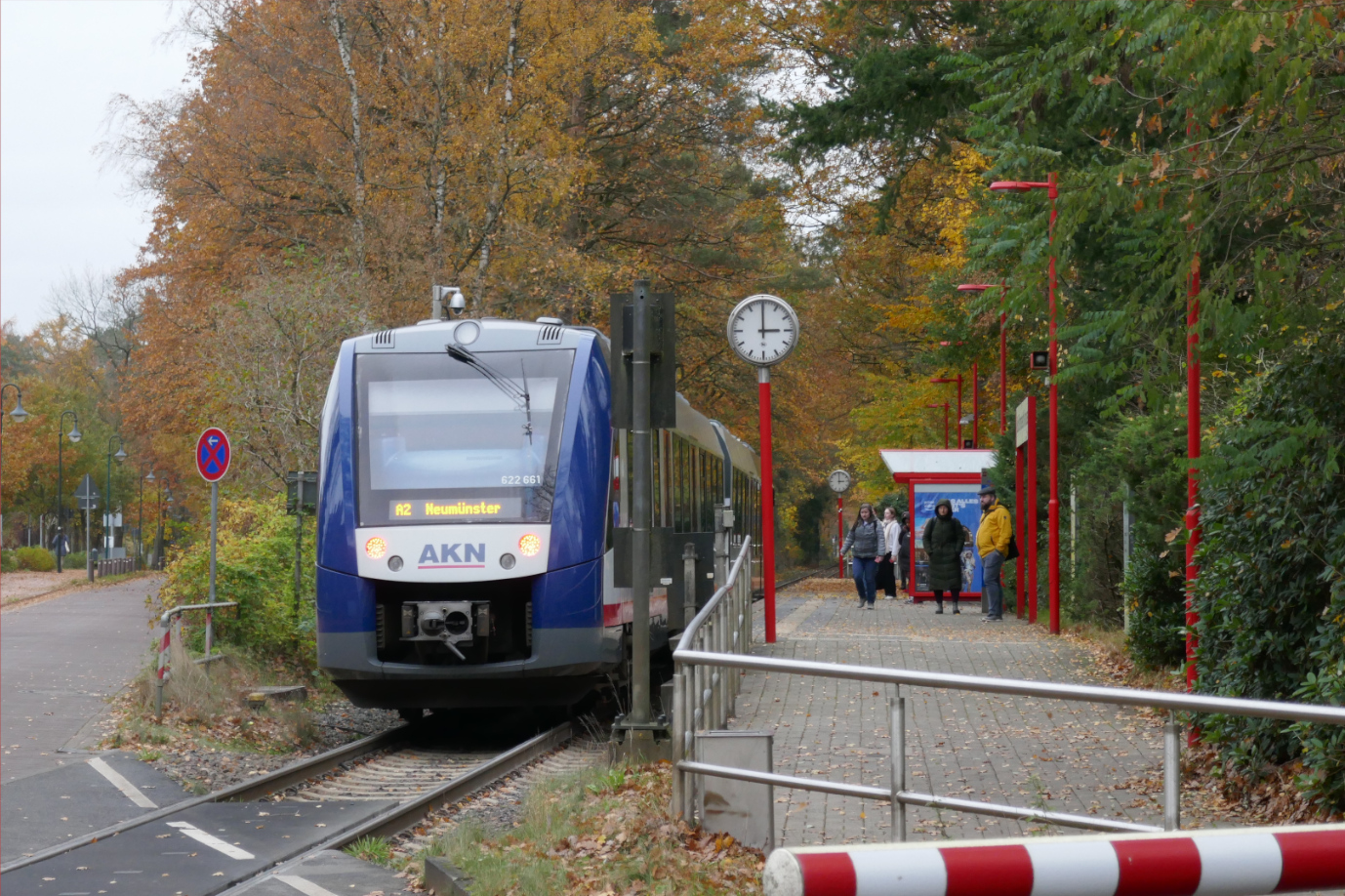
AKN 622 661 am Haltepunkt Bad Bramstedt Kurhaus

Durch den AKN-Haltepunkt Bad Bramstedt Kurhaus an der Bahnstrecke Hamburg-Altona–Neumünster verfügt das Klinikum auch über eine ÖPNV-Anbindung.